# Antimonov(III) hidrid
Antimonov(III) hidrid, katerega kemijska formula je SbH3, poznamo kot spojino vodika in antimona.